# Leśnica (Brennica)
Die Leśnica ist ein linker Zufluss der Brennica, eines Nebenflusses der Weichsel, in den Schlesischen Beskiden von 9,6 Kilometern Länge. Der Fluss entspringt an den Hängen des Jawierzny unweit des Gebirgspasses Przełęcz Salmopolska. Er durchfließt Brenna. Im Oberlauf hat die Leśnica den Charakter eines Gebirgsflusses. 